# SABC 1
SABC 1 est une chaîne de télévision nationale sud-africaine. Elle est la première chaîne publique du pays.

## Historique de la chaîne
Le 4 février 1996, deux ans après l'arrivée au pouvoir du Congrès national africain, la SABC réorganise ses chaînes pour devenir plus représentative des différents groupes ethniques d'Afrique du Sud. C'est ainsi que SABC 1 succède à TV1.

### Slogans
- 1996 : « Simunye » ((fr) « Nous sommes un »)
- depuis 2009 : « Mzansi fo sho », ((fr) « Sud-Africain bien sûr »). 
  - Mzansi est un terme argotique issu du mot xhosa « umzantsi » signifiant sud et désigne ainsi l'Afrique du Sud. « Fo Sho » est une déformation argotique de l'anglais « For sure », signifiant bien sûr.

## Programmes
Elle émet principalement en anglais ; certaines émissions sont également diffusées en langues nguni.